# Thunk
Als Thunk bezeichnet man im Jargon der Softwareentwicklung den Aufruf von Code, der einer anderen Plattform oder einem anderen Framework angehört. Bei der Umstellung von 16 auf 32 Bit beispielsweise konnten die Betriebssysteme (OS/2, Windows NT etc.) 16-Bit-Code durch entsprechendes Umsetzen der Aufrufparameter und Adressen realisieren, so dass 16-Bit-Programme weiter verwendet werden konnten. In der modernen Softwareentwicklung ist ein Thunk z. B. der Aufruf von nativem Code aus Managed Code heraus und umgekehrt (siehe Java Native Access oder .Net-Frameworks P/Invoke). Es handelt sich also um einen Plattform-Übergang (Transition), bei dem die Aufrufkonventionen und/oder Übergabeparameter entsprechend umgesetzt werden müssen (Marshalling). Die Programmiersprache C++/CLI aus dem .NET-Framework von Microsoft wurde eigens dazu konzipiert, solche Thunks in beide Richtungen zu ermöglichen:

## Managed-Unmanaged Aufruf
Gegeben sei eine native C++ Klasse, z. B. in einem C++ Projekt oder als Bestandteil eines C++/CLI Projekts, die nachfolgend von managed code verwendet wird:
```
public
 
class
 
CNativeClass

{

  
private
:

    
int
 
m_i
;

  
public
:

    
void
 
SetValue
(
 
int
 
i
 
)

    
{

      
m_i
 
=
 
i
;

    
}

};

```

Managed C++/CLI Klasse (die in dieser Form von beispielsweise C# direkt instanziert werden kann), welche die zuvor gezeigte native Klasse verwendet:
```
public
 
ref
 
class
 
CManagedClass

{

  
public
:

    
CManagedClass
()

    
{

      
System
::
Int32
 
i
 
=
 
42
;

      
CNativeClass
*
 
pNativeClass
 
=
 
new
 
CNativeClass
();

      
pNativeClass
->
SetValue
(
 
i
 
);
//Umsetzung des Datentyps

      
delete
 
pNativeClass
;

    
}

};

```

## Unmanaged-Managed Aufruf
Managed C++/CLI Klasse:
```
public
 
ref
 
class
 
CManagedClass

{

  
private
:

    
System
::
Int32
 
m_i
;

  
public
:

    
void
 
SetValue
(
 
int
 
i
 
)

    
{

      
m_i
 
=
 
i
;
//Umsetzung des Datentyps

    
}

};

```

Native C++ Klasse in einem C++/CLI Projekt. Hier ist zu sehen, dass auch der umgekehrte Weg möglich ist, nämlich das Instanzieren von managed code innerhalb einer unmanaged Klasse. Bedingung ist jedoch, dass es sich um ein C++/CLI Projekt handelt, so dass der Compiler die entsprechende Syntax versteht. Der Thunk tritt bereits bei der gcnew Anweisung auf, da hier der Konstruktor der managed Klasse aufgerufen wird:
```
public
 
class
 
CNativeClass

{

  
public
:

    
void
 
Foo
()

    
{

      
int
 
i
 
=
 
42
;

      
CManagedClass
^
 
pManagedClass
 
=
 
gcnew
 
CManagedClass
();

      
pManagedClass
->
SetValue
(
 
i
 
);

    
}

};

```